# Cerit
Cerit är ett samlingsnamn för komplexa silikatmineral som innehåller de sällsynta jordartsmetallerna cerium och lantan. Den kemiska formeln för den ceriumrika analogen cerit-(Ce) skrevs tidigare (Ce,La,Ca)9(Mg,Fe3+)(SiO4)6SiO3OH)(OH)3. I samband med undersökning och beskrivning av lantandominant cerit förfinades formeln till:
(Ce,La,Ca)9(Mg,Fe3+)(SiO4)3(SiO3OH)4(OH)3 för cerit-(Ce) respektive (La,Ce,Ca)9Fe3+(SiO4)3(SiO3(OH))4(OH)3] för ferricerit-(La). Cerit-(Ce) förekommer som körsbärsröda, gråa till gråröda korniga massor. Det finns även en cerit med mer aluminiun än trevärt järn, aluminocerit-(Ce). Den senare har formeln (Ce,REE,Ca)9(Al,Fe3+)(SiO4)3[SiO3(OH)]4(OH)3

## Historia
År 1751 beskrev Axel Fredrik Cronstedt mineralet som en ”rödlätt, liffärgad och stundom blek-gul” tungsten från Bastnäs koppargruva. I samma skrift beskriver han en annan tungsten, ”hvit-grå” från en kopparskärpning på höjden av Bispberget. I den senare vitgråa tungstenen fann C. W. Scheele 1781 ett nytt grundämne vars oxid hade sur karaktär. Scheele kallade oxiden för tungstenssyra. År 1783 lyckades de spanska bröderna d´Elhuyart ur samma oxid, utvunnen ur mineralet wolframit, framställa en metall som de kallade volfram men som på engelska fick namnet tungsten. I Bastnäs tungsten fann J. Jacob Berzelius och Wilhelm Hisinger 1803 ett nytt grundämne som de kallade cerium. Bastnäs tungsten fick namnet cerit medan Bispbergs tungsten fick namnet scheelit (länge dock benämnt enbart som tungsten).

## Förekomst
Cerit-(Ce) har  påträffats i Nya Bastnäsfältet, och i Norbergs malmfält i Västmanland vid Södra Hackspik-, Malmkärra-, Johanna- och Åsgruvan.
Ferricerit-(La) har påträffats i Hackmandalen vid berget Yuksporr (Юкспорр), Kolahalvön i norra Ryssland.

## Användning
Under senare delen av 1800-talet och en bit in på 1900-talet utvanns cermalm som exporterades till Tyskland, England och Frankrike. Cerit var det dominerande malmmineralet medan cerin (numera ferriallanit-(Ce)) utgjorde ett sporadiskt inslag.